# بي إيه إي ديناميكس
بي إيه إي ديناميكس (بالإنجليزية: BAe Dynamics أو BADL)‏ هي أجدى أقسام شركة بريتش ايروسبيس البريطانية. تأسست في أبريل 1977. تنتج الصواريخ والاقمار الصناعية، ومن انتاجها صاروخ سي إيغل.